# Meinrad Vögele
Meinrad Vögele (* 18. Juni 1949 in Klingnau) ist ein ehemaliger Schweizer Radrennfahrer und nationaler Meister im Radsport.

## Sportliche Laufbahn
Vögele war im Bahnradsport und im Strassenradsport aktiv. Als Amateur gewann er 1975 eine Etappe im Grand Prix Guillaume Tell. 1973 wurde er 19. in der Tour de l’Avenir.
Von 1975 bis 1982 war er Berufsfahrer. 1976 gewann er den Giro del Lago Maggiore, wobei er beide Etappen für sich entschied. 1977 holte er einen Etappensieg in der Tour de Suisse und wurde Dritter in der Aragon-Rundfahrt. Im Profirennen der Strassenradsport-Weltmeisterschaften 1978 schied er aus.
Auf der Bahn siegte Vögele 1979 in der nationalen Meisterschaft im Steherrennen der Profis vor René Savary. Hinter Savary war er 1978 Zweiter der Meisterschaft geworden. 1980 kam er auf den dritten Rang.